# Никольский сельсовет (Рассказовский район)
Никольский сельсовет — муниципальное образование со статусом сельского поселения в Рассказовском районе Тамбовской области.
Административный центр — село Никольское.

## История
В соответствии с Законом Тамбовской области от 17 сентября 2004 года № 232-З установлены границы муниципального образования и статус сельсовета как сельского поселения.

## Население
| 2010 | 2012 | 2013 | 2014 | 2015 | 2016 | 2017 |
| ---- | ---- | ---- | ---- | ---- | ---- | ---- |
| 729  | ↘721 | ↘704 | ↘689 | ↘670 | ↘657 | ↘641 |
| 2018 | 2019 | 2020 | 2021 |      |      |      |
| ↘628 | ↘608 | ↘597 | ↗664 |      |      |      |

## Состав сельского поселения
| № | Населённый пункт | Тип населённого пункта       | Население |
| - | ---------------- | ---------------------------- | --------- |
| 1 | Ломовис          | железнодорожная станция      | 38        |
| 2 | Никольское       | село, административный центр | 691       |